# Río Mitenevka
El río Mitenevka (del ruso: Митеневка) es un río del óblast de Tiumén, en Rusia. Es un afluente por la derecha del río Vagái, que lo es del río Irtish, y éste a su vez del río Obi, a cuya cuenca hidrográfica pertenece.

## Geografía
Su curso tiene una longitud de 16 km y discurre principalmente en dirección noroeste. Nace a 109 m sobre el nivel del mar, unos 4 km al este de Nikoláyevka. Desemboca a 61 m de altura en el Vagái en Rusakovo, a 316 km de su desembocadura en el Irtish en Vagái.